# Elymus saxicola
Elymus saxicola är en gräsart som beskrevs av Frank Lamson Scribner och Jared Gage Smith. Elymus saxicola ingår i släktet elmar, och familjen gräs. Inga underarter finns listade i Catalogue of Life.